# Mark Carney
Mark Joseph Carney (Fort Smith, Territorios del Noroeste; 16 de marzo de 1965) es un economista y político canadiense que se desempeña como primer ministro de Canadá y líder del centroizquierdista Partido Liberal desde el 9 de marzo de 2025. Anteriormente, ocupó el cargo de gobernador del Banco de Inglaterra desde el 1 de julio de 2013 hasta el 15 de marzo de 2020. También fue presidente del Consejo de Estabilidad Financiera del G20 hasta el 25 de noviembre de 2018.
Carney fue anteriormente el gobernador del Banco de Canadá y empezó su carrera en Goldman Sachs para unirse al Ministerio de Finanzas canadiense.

## Biografía
Carney nació en Fort Smith, Territorios del Noroeste, hijo de Verlie Margaret (Kemper) y Robert James Martin Carney. Su padre era el director de un instituto local y posteriormente profesor de Educación en la Universidad de Alberta en Edmonton, Alberta, lugar al que la familia se mudó cuando Carney contaba con seis años. Carney tiene tres hermanos. Su madre era una profesora de educación primaria hasta que tuvo hijos. Carney y sus hermanos asistieron al St. Francis Xavier High School en Edmonton y más adelante estudiaron en la Universidad de Harvard.
Carney, quien ha poseído tres nacionalidades, ha anunciado que tomará pasos para renunciar a sus nacionalidades británica e irlandesa, para que éstas no entren en conflicto con su labor como premier canadiense.
Carney finalizó su estudios de grado en Economía en Harvard en 1988, y los de posgraduado en St Peter's College, Oxford logrando el título de MPhil en 1993. Su tesis de doctorado en filosofía en la Universidad de Oxford se tituló The Dynamic Advantage of Competition.

## Carrera profesional

### Goldman Sachs
Carney estuvo trece años en Goldman Sachs en sus sedes de Londres, Tokio, Nueva York y Toronto. Entre los cargos de mayor importancia se incluyen codirector del departamento de riesgo soberano; director ejecutivo, deuda en mercados de capitales emergentes; y director ejecutivo en banca de inversión. Trabajó en una incursión en el mercado de bonos internacionales en Sudáfrica tras el apartheid y participó en los trabajos de Goldman Sachs con la crisis financiera rusa de 1998.

### Departamento de Finanzas
De noviembre de 2004 a octubre de 2007, Carney fue senior associate deputy minister y diputado del G7 en el Departamento de Finanzas canadiense. Sirvió bajo el ministro de Finanzas del partido liberal Ralph Goodale y el ministro de Finanzas conservador Jim Flaherty. Durante este tiempo Carney supervisó el polémico plan del Gobierno canadiense de gravar los income trusts (un tipo de fondo de inversiones) en origen.
Carney también fue el «hombre clave» en la venta por parte del Gobierno canadiense de su participación del 19 % en Petro-Canada.

### Banco de Canadá

#### Subgobernador, 2003-2004
Carney fue nombrado subgobernador del Banco de Canadá el 5 de agosto de 2004. Un año más tarde le fue asignado el Departamento Federal de Finanzas como viceministro, cargo efectivo el 15 de noviembre de 2004.

#### Gobernador, febrero de 2008-junio de 2013
Carney regresó al Banco de Canadá en noviembre de 2007 y fue nombrado gobernador, y sirvió como asesor al gobernador David Dodge, que iba a dejar el cargo, antes de asumir formalmente su posición de 1 de febrero de 2008. Carney fue seleccionado en lugar de Paul Jenkins, el vicegobernador, que había sido considerado como el principal candidato para suceder a Dodge. Carney asumió este papel en plena crisis financiera mundial. En el momento de su nombramiento, Carney era el gobernador más joven de un banco central de entre los grupos de países del G8 y del G20.

##### La crisis financiera

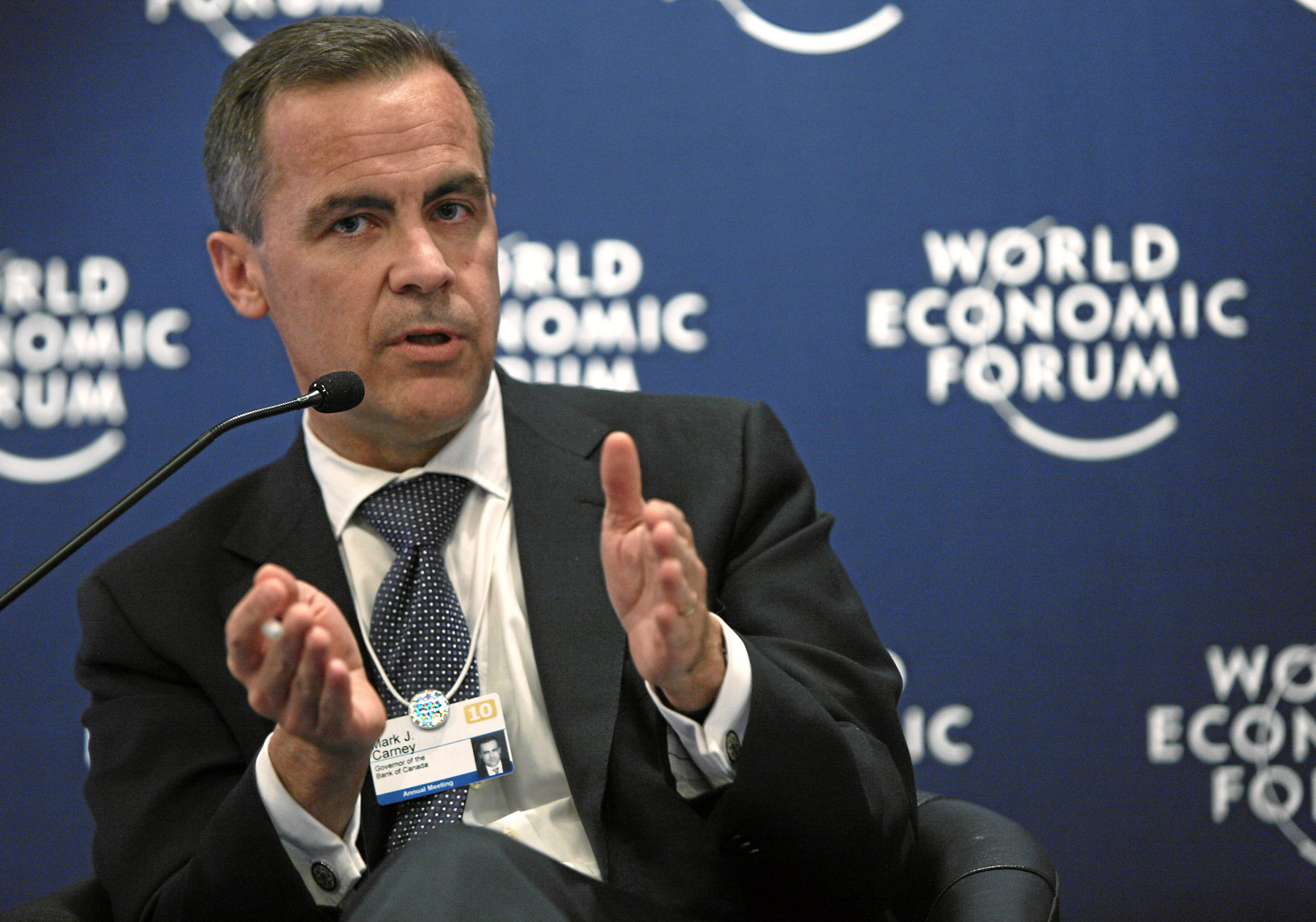
Carney en el 2010 del Foro Económico Mundial, Davos, Suiza.

Las acciones de Carney como gobernador del Banco de Canadá han jugado un papel importante en ayudar a Canadá a evitar los peores efectos de la crisis financiera que comenzó en 2007.
La decisión más importante en su mandato como gobernador fue la decisión de recortar el tipo de interés interbancario intradía en cincuenta puntos básicos en marzo de 2008, tan sólo un mes después de su nombramiento. Mientras que el Banco Central Europeo decidió un aumento de tipos en julio de 2008, Carney anticipó que la crisis de créditos subprime provocaría un contagio global. Cuando la política monetaria de tipos de interés en Canadá rozó el límite inferior, el banco central combatió la crisis con una herramientas de política monetaria no convencionales denominada «compromiso condicional» en abril de 2009 para mantener estables los tipos de política monetaria durante al menos un año, con el fin de mejorar las condiciones de crédito y la confianza de los mercados. La producción y el empleo comenzaron a recuperarse a partir de mediados de 2009, en parte gracias a los estímulos monetarios. La economía canadiense superó la de sus compañeros del G7 durante la crisis, y Canadá fue el primer país del G7 que recuperó los niveles de PIB y el empleo anteriores a la crisis.
La decisión del Banco de proporcionar liquidez adicional al sistema financiero canadiense, y su inusual paso de anunciar el compromiso de mantener las tasas de interés en su nivel más bajo posible a un año, parecen haber sido importantes factores que contribuyeron a suavizar la crisis en Canadá.
Entre otros factores también se citan la aversión al riesgo fiscal y el entorno regulatorio de Canadá. En 2009, un columnista de la revista Newsweek escribió, «Canadá ha hecho más que sobrevivir a esta crisis financiera. El país está en una situación positivamente próspera. Los bancos canadienses están bien capitalizados y en una posición de ventaja con respecto a los bancos americanos y europeos».
Carney obtuvo varios premios y reconocimientos por su liderazgo durante la crisis financiera: fue nombrado uno los «Cincuenta que marcarán el camino a seguir» del Financial Times, y uno de los «2010 Time 100» de la revista Time. En mayo de 2011, Reader's Digest, le nombró «Elección del Editor del canadiense de mayor confianza».
En octubre de 2012, Carney fue nombrado el «Gobernador de un Banco Central del Año 2012» por los editores de la revista Euromoney.

### Miembro de organizaciones internacionales
El 4 de noviembre de 2011, Carney fue nombrado presidente del Consejo de Estabilidad Financiera (FSB por sus siglas en inglés) con sede en Basilea. En un comunicado, Carney respaldó su nombramiento a «la fuerte reputación del sistema financiero de Canadá y el papel de liderazgo que Canadá ha jugado en ayudar a desarrollar muchas de las reformas internacionales más importantes». El mandato de tres años es un compromiso a tiempo parcial, lo que permitió a Carney completar su mandato en el Banco de Canadá. Aunque no ha habido ningún indicio de sus prioridades como presidente, en el día de su nombramiento, el Consejo publicó una lista de los veintinueve bancos considerados suficientemente grandes como para constituir un riesgo para la economía global en caso de que quebraran. En su primera conferencia de prensa como presidente del FSB en enero de 2012, Carney estableció sus prioridades clave a la junta directiva.
Carney se desempeñó como presidente del comité del Banco de Pagos Internacionales sobre el Sistema Financiero Global desde julio de 2010 hasta enero de 2012. Carney también es miembro del Grupo de los Treinta, un organismo internacional formado por los principales economistas y académicos, y de la Junta directiva del Foro Económico Mundial. Carney asistió a las reuniones anuales del Grupo Bilderberg en 2011 y 2012.
Carney es miembro del Consejo Asesor Internacional en el Blavatnik School of Government de la Universidad de Oxford.

### Gobernador del Banco de Inglaterra
El 26 de noviembre de 2012, el canciller del Exchequer de Reino Unido, George Osborne, anunció el nombramiento de Carney como gobernador del Banco de Inglaterra. Carney sucedió en el cargo a Mervyn King, el 1 de julio de 2013. Fue el primer no-británico en ser designado para el puesto desde la fundación del Banco en 1694. El Banco de Inglaterra obtuvo poderes adicionales a partir de 2013, como la capacidad para establecer los requisitos de capital de los bancos.
Antes de asumir el cargo, Carney ya había mostrado desacuerdos con el director ejecutivo de Estabilidad Financiera del Banco de Inglaterra Andy Haldane, específicamente en los ratios de apalancamiento y resolución de bancos. Ha sido citado diciendo que Haldane no tiene una «adecuada comprensión de los hechos» sobre regulación bancaria.
Aunque el término es oficialmente ocho años, Carney dijo que su intención era dimitir después de cinco. Lo más probable es que le hayan ofrecido una compensación de unas 624 000 libras esterlinas ($990 000) al año, aproximadamente 100 000 libras esterlinas ($160 000) más al año que a su antecesor.
Carney realizaó varias intervenciones públicas mostrando su posición a favor la permanencia del Reino Unido en la Unión Europea ante el Brexit en advertencia a los riesgos que puede suponer a la economía.,, Varias voces a favor de dejar la UE cuestionaron la legitimidad de sus afirmaciones, así como si debería manifestarse en ningún sentido. Carney ha dejado claro que él siente que es su deber hablar de estos temas.
Su mandato como gobernador expiró el 16 de marzo de 2020 y fue sucedido por el responsable del regulador británico de servicios financieros FCA, Andrew Bailey.

## Carrera política

### Inicios en política
Según Carney, en 2012, el primer ministro canadiense, Stephen Harper, le preguntó a Carney —quien entonces era gobernador del Banco de Canadá— si se uniría al gobierno conservador como ministro de Finanzas. Carney declinó la oferta, declarando en una entrevista con la CBC en febrero de 2025 que consideraba «incorrecto» que aceptara la oferta porque consideraba inapropiado «pasar directamente de gobernador a la política electiva». 
El Partido Liberal contactó a Carney para postularse como líder en las elecciones de 2013. Finalmente, declinó la oferta. 
Mientras se preparaba para dimitir como gobernador del Banco de Inglaterra, Carney fue nombrado enviado especial de las Naciones Unidas para la acción climática y las finanzas en marzo de 2020.  En enero de 2020, el primer ministro del Reino Unido, Boris Johnson, nombró a Carney para el puesto de asesor financiero de la presidencia del Reino Unido de la conferencia de las Naciones Unidas sobre el cambio climático COP26 en Glasgow.  En ese momento, la conferencia estaba programada para noviembre de 2020, pero posteriormente se pospuso a noviembre de 2021. 
En 2021, Carney habló en la convención política del Partido Liberal, declarando su apoyo al partido, pero sin llegar a comprometerse a presentarse bajo su bandera. Más tarde ese año, se autodescartó como candidato en las entonces especuladas elecciones federales canadienses de 2021, debido a sus compromisos en la COP26. 
Carney respaldó la candidatura de Catherine McKenney a la alcaldía de Ottawa en las elecciones a la alcaldía de 2022. 
En octubre de 2023, respaldó a la ministra de Hacienda en la sombra del Partido Laborista del Reino Unido, Rachel Reeves, para ser la próxima ministra de Hacienda en un video después del discurso de Reeves en la conferencia del Partido Laborista de ese año.  Después de la victoria laborista en las elecciones de 2024 , Carney formó parte de un grupo de trabajo que vio la creación de un Fondo Nacional de Riqueza británico . 
El 9 de septiembre de 2024, Carney fue nombrado por el primer ministro Justin Trudeau para presidir el Grupo de Trabajo sobre Crecimiento Económico del líder del Partido Liberal de Canadá.  Su nombre fue mencionado brevemente tras la renuncia de Chrystia Freeland como posible candidato a ministro de finanzas en el ministerio de Trudeau . 

### Líder del Partido Liberal
El 17 de enero de 2025, Carney anunció que presentaría su candidatura para liderar el Partido Liberal de Canadá y convertirse en el primer ministro del país, tras la dimisión de Justin Trudeau. El 9 de marzo de 2025, Carney fue elegido para reemplazar a Trudeau al frente del Partido Liberal y el Gobierno canadiense. El exgobernador del Banco de Canadá y del Banco de Inglaterra se impuso en una votación realizada entre unos 400 000 seguidores del Partido Liberal a la ex vice primera ministra y exministra de Finanzas, Chrystia Freeland, cuya dimisión del gobierno en diciembre provocó la crisis que culminó con la elección del exgobernador del banco central canadiense. De esta manera, Carney obtuvo el 85.9 % de los votos emitidos por los militantes del partido, su margen de victoria superó el margen de Trudeau en 2013, ganando los 343 distritos electorales. 

## Primer ministro de Canadá (2025-)
Tras su elección como líder del Partido Liberal, Carney reemplazó a Justin Trudeau como primer ministro de Canadá, el mismo día., Después de convertirse en líder del Partido Liberal de Canadá el 9 de marzo de 2025, Carney asumió formalmente como primer ministro de Canadá el 14 de marzo de 2025».,
Al prestar juramento, se convirtió en el primer primer ministro canadiense nacido en cualquiera de sus territorios (a diferencia de las provincias) y el tercero nacido al oeste de Ontario (después de Joe Clark y Kim Campbell). Es el segundo primer ministro en obtener un doctorado, después de William Lyon Mackenzie King. Además, es el primero que nunca ha ocupado un cargo electivo previo y el primero desde John Turner en no ocupar un escaño en la Cámara de los Comunes en el momento de su nombramiento.
En su primer acto como primer ministro, Carney firmó una directiva para eliminar el impuesto al carbono al consumidor antes del 1 de abril, garantizando al mismo tiempo la continuidad del reembolso de carbono de abril. La directiva fue ratificada mediante una orden en consejo firmada por la gobernadora general Mary Simon. Las primeras visitas al extranjero de Carney fueron a Francia y el Reino Unido el 17 de marzo para fortalecer la seguridad y la soberanía mutuas .

### Elecciones federales de 2025
Se esperaba ampliamente que Carney convocara elecciones parlamentarias federales para finales de abril o principios de mayo de 2025, antes de la fecha electoral obligatoria en octubre. El 22 de marzo, el Partido Liberal anunció que Carney se presentaría a las elecciones por el distrito electoral de Nepean, ubicado dentro de Ottawa;  se habían propuesto distritos electorales en Alberta dada su conexión personal con la provincia, particularmente Edmonton, al igual que escaños liberales seguros en Toronto y Ottawa. El 23 de marzo, Carney visitó a la gobernadora general Mary Simon y le solicitó disolver el parlamento y convocar elecciones para el 28 de abril. Posteriormente, Carney y el Partido Liberal ganaron las elecciones, consumando un cuarto mandato consecutivo liberal y el tercer mandato consecutivo de un gobierno liberal minoritario. Carney también ganó el distrito electoral de Nepean, convirtiéndose en el primer primer ministro desde John A. MacDonald en la década de 1880 en representar un distrito electoral en el área de Ottawa. 

## Vida personal
Carney conoció a su esposa, Diana Fox (la cuñada de Lord Rotherwick), una economista británica especializada en países emergentes, mientras estaban en la Universidad de Oxford. Fox es activista en las causas a favor del medio ambiente y la justicia social. La pareja se casó mientras Carney estaba terminando su tesis doctoral a mediados de la década de 1990. Tienen cuatro hijas y vivieron en el barrio de Rockcliffe Park de Ottawa antes de trasladarse a Londres en 2013.
Durante su años en Harvard, Carney fue portero suplente del equipo de hockey sobre hielo de su facultad. Carney continuó jugando al hockey con el Club de Hockey sobre Hielo de la Universidad de Oxford, mientras estudiaba en el Nuffield College de Oxford. Carney también completó la edición de 2015 del Maratón de Londres en 03:31:22, rebajando diecisiete minutos su anterior marca en el Maratón de Ottawa de 2011. 
Carney es católico y fue nombrado el católico más influyente de Gran Bretaña por The Tablet en 2015. También puede hablar bien en francés aunque con cierto acento.

## Honores y distinciones
- Orden de Canadá (2014).[54]